# Doctor Stranger
Doctor Stranger (hangul: 닥터 이방인; rr: Dakteo Yibangin) é uma telenovela sul-coreana exibida pela SBS de 5 de maio a 8 de julho de 2014.

## Enredo
Como uma criança, Park Hoon (Lee Jong-suk) e seu pai Park Cheol (Kim Sang-joong) foram enganados e enviados para a Coreia do Norte. Lá, Park Hoon foi treinado para se tornar um médico por seu pai, que já era um médico famoso. Park Hoon se tornou um cirurgião torácico gênio. Ele apaixonou-se profundamente por Song Jae-hee (Jin Se-yeon) em sua escola. O pai de Park Hoon morreu e o rapaz tentou fugir para a Coreia do Sul com Jae-hee, mas perdeu contato com ela e, no final, ele fugiu para a Coreia do Sul, sozinho.
Na Coreia do Sul, Park Hoon começa a trabalhar como médico no hospital universitário de Myungwoo. Enquanto isso, ele encontrou uma garota que se parece exatamente com Jae-hee, Han Seung-hee, que alegou não saber sobre Park Hoon. Então, parece que ela está envolvida em uma missão secreta com um homem que odeia Park Hoon e que quer ele de volta na Coreia do Norte.

## Elenco

### Elenco principal
- Lee Jong-suk como Park Hoon
  - Goo Seung-hyun como Park Hoon (jovem)
- Jin Se-yeon como Song Jae-hee / Han Seung-hee[12]
  - Seo Ji-hee como Song Jae-hee (jovem)
- Park Hae-jin como Han Jae-joon / Lee Sung-hoon (o rival de Pak Hoon e um médico graduado de Harvard)
  - Kim Ji hoon como young Lee Sung-hoon (jovem)
- Kang So-ra como Oh Soo-hyun (filha do presidente do hospital de Myungwoo, Oh Joon-gyu)
  - Shin Soo-yeon como Oh Soo-hyun (jovem)

### Elenco de apoio
- Chun Ho-jin como primeiro-ministro Jang Seok-joo
- Jeon Gook-hwan como Oh Joon-gyu (o pai de Soo-hyun e presidente do hospital de Myungwoo)
- Choi Jung-woo como Moon Hyung-wook
- Nam Myung-ryul como Choi Byeong-cheol
- Yoon Bora como Lee Chang-yi (amiga de Park Hoon)
- Kim Sang-ho como Yang Jeong-han
- Hwang Dong-joo como Geum Bong-hyun
- Kang Tae-hwan como Oh Sang-jin
- Lee Jae Won como Kim Chi-gyu
- Uhm Soo-jung como Min Soo-ji
- Han Eun-sun como Eun Min-se
- Jung In-gi como Kim Tae-sool
- Park Hae-joon como Cha Jin-soo
- Kim Yong-gun como presidente Hong Chan-sang
- Kim Ji-young como Jeong-min
- Kim Sang-joong como Park Cheol (pai de Park Hoon)
- Zhang Liang como Sean Zhang (amiga de Jae-joon)

## Classificações
| N º de episódio | Data de transmissão original | Audiência média | Audiência média              | Audiência média | Audiência média              |
| N º de episódio | Data de transmissão original | TNmS Ratings    | TNmS Ratings                 | AGB Nielsen     | AGB Nielsen                  |
| N º de episódio | Data de transmissão original | Em todo o país  | Região Metropolitana de Seul | Em todo o país  | Região Metropolitana de Seul |
| --------------- | ---------------------------- | --------------- | ---------------------------- | --------------- | ---------------------------- |
| 1               | 5 de maio de 2014            | 9.4%            | 11.6%                        | 8.6%            | 9.5%                         |
| 2               | 6 de maio de 2014            | 11.3%           | 13.7%                        | 9.4%            | 9.9%                         |
| 3               | 12 de maio de 2014           | 11.6%           | 13.6%                        | 12.1%           | 13.3%                        |
| 4               | 13 de maio de 2014           | 13.1%           | 16.2%                        | 12.7%           | 13.3%                        |
| 5               | 19 de maio de 2014           | 14.2%           | 18.1%                        | 14.0%           | 15.6%                        |
| 6               | 20 de maio de 2014           | 12.1%           | 15.9%                        | 12.7%           | 14.3%                        |
| 7               | 26 de maio de 2014           | 12.8%           | 15.8%                        | 13.1%           | 14.8%                        |
| 8               | 27 de maio de 2014           | 12.3%           | 15.1%                        | 12.5%           | 14.1%                        |
| 9               | 2 de junho de 2014           | 13.0%           | 16.1%                        | 13.2%           | 14.7%                        |
| 10              | 3 de junho de 2014           | 12.0%           | 14.8%                        | 11.7%           | 12.9%                        |
| 11              | 9 de junho de 2014           | 10.7%           | 13.5%                        | 11.0%           | 12.4%                        |
| 12              | 10 de junho de 2014          | 11.1%           | 14.1%                        | 11.5%           | 12.7%                        |
| 13              | 16 de junho de 2014          | 11.4%           | 13.6%                        | 11.6%           | 13.1%                        |
| 14              | 17 de junho de 2014          | 11.5%           | 13.6%                        | 10.8%           | 12.3%                        |
| 15              | 23 de junho de 2014          | 12.4%           | 15.2%                        | 11.9%           | 13.6%                        |
| 16              | 24 de junho de 2014          | 10.8%           | 12.4%                        | 11.8%           | 13.4%                        |
| 17              | 30 de junho de 2014          | 10.9%           | 12.7%                        | 11.6%           | 13.3%                        |
| 18              | 1 de julho de 2014           | 11.5%           | 12.8%                        | 10.1%           | 11.2%                        |
| 19              | 7 de julho de 2014           | 11.2%           | 13.7%                        | 10.9%           | 12.3%                        |
| 20              | 8 de julho de 2014           | 12.2%           | 14.2%                        | 12.7%           | 14.6%                        |
| Média           | Média                        | 11.8%           | 14.3%                        | 11.7%           | 13.1%                        |

## Exibição
| País          | Emissora                   | Data de estréia        | Data de final          | Título      |
| ------------- | -------------------------- | ---------------------- | ---------------------- | ----------- |
| Coreia do Sul | SBS                        | 5 de maio de 2014      | 8 de julho de 2014     | 닥터 이방인 |
| Hong Kong     | TVB Drama 1                | 27 de setembro de 2014 | 29 de novembro de 2014 | 異鄉醫生    |
| Hong Kong     | TVB Window                 | 9 de dezembro de 2014  | 5 de janeiro de 2015   | 異鄉醫生    |
| Taiwan        | STAR Chinese Channel       | 7 de outubro de 2014   | 12 de novembro de 2014 | 愛在異鄉    |
| Taiwan        | FOX Taiwan                 | 14 de novembro de 2014 |                        | 愛在異鄉    |
| Myanmar       | SKYNET International Drama | 21 de outubro de 2014  |                        |             |
| Japão         | KNTV                       | 29 de novembro de 2014 |                        |             |